# Le Plessis-l'Échelle
Le Plessis-l'Échelle là một xã thuộc tỉnh Loir-et-Cher trong vùng Centre-Val de Loire miền trung nước Pháp.